# Струсівська обласна санаторна школа-інтернат
Струсівська обласна комунальна загальноосвітня І-ІІІ ступенів санаторна школа-інтернат для дітей із захворюванням серцево-судинної системи — навчально-лікувальний заклад у с. Струсові Теребовлянського району Тернопільської області.

## Історія
Навчальний заклад заснований 1959 року як трудова політехнічна загально-освітня школа-інтернат для сиріт та дітей із малозабезпечених сімей рішенням виконкому Тернопільської обласної ради депутатів трудящих (протокол № 15 від 10 серпня 1959).
У 1975 році надано статус санаторної школи-інтернату для дітей із захворюванням серцево-судинної системи, у 2000 — заклад передано у спільну власність територіальних громад області з наданням статусу обласної комунальної загальноосвітньої І-ІІІ ступенів санаторної школи-інтернат для дітей із захворюванням серцево-судинної системи (рішення 2-ї сесії 23 скликання Тернопільської обласної ради № 120 від 29 лютого 2000).

## Директори
- П. Юхмич — 1959—1961,
- М. Сіренко — 1961—1966,
- І. Драган — 1966—1974,
- А. Титжинський — 1974—1975,
- І. Ребрина — 1975—1995,
- Василь Кирилюк — від 1995.

## Педагогічно-медичний колектив
Серед педагогів у різний час — бандуристка Ганна Білогуб-Вернигір, мовознавці Володимир та Олександра Мельничайки, художник, різьбяр Михайло Кульчицький, музикант, громадський діяч Ярослав Рутецький.
Заступник директора з навчально-виховної роботи — Оксана Бурега, заступник директора з виховної роботи — Марія Брантюк.
Всього педагогічних працівників — 54, з них:
- старших вчителів — 6,
- вчитель-методист — 1,
- вчителі вищої категорії — 17, І категорії — 13, ІІ категорії — 6,
- спеціалістів — 18.

Медичних працівників — 10, з них:
- лікар-педіатр — 1,
- лікар-кардіолог — 1,
- лікар-стоматолог — 0,5 ставки,
- інструктори ЛФК — 2,
- медсестри — 5.

## Паспорт школи
- Кількість окремих будівель — 7,
- Загальна площа всіх приміщень — 10600 м²,
- Площа земельної ділянки — 5,31 га,
- Кількість кабінетів, класних кімнат — 22,
- Кількість спальних кімнат — 36,
- Кількість ігрових кімнат — 5,
- Спортзал, два зали ЛФК,
- Комп'ютерний клас (11 комп'ютерів, Інтернет),
- Їдальня (200 посадових місць),
- Медична частина: фізіотерапевтичний кабінет, кабінет лікаря, маніпуляцій ний кабінет стоматкабінет, кабінет профщеплень, 3 ізолятори на 12 ліжкомісць.

## Учні, випускники
Нині кількість вихованців школи складає 203 школярів.
Навчальний заклад закінчило понад 3000 випускників.
Відомі випускники:
- Іван Лисий — кандидат філософських наук, доцент Чернівецького державного університету,
- М. Мельничайко — доктор філологічних наук, професор Тернопільського національного педагогічного університету імені Володимира Гнатюка,
- Г. Кулик — кандидат сільськогосподарських наук, доцент Уманського сільськогосподарського інституту,
- І. Криса — кандидат економічних наук, викладач Бучацького інститут менеджменту та аудиту.

## Пам'ятки
На території школи є пам'ятка архітектури місцевого значення — палацево-парковий комплекс XVIII ст. (охоронний номер 227) і зростає ботанічна пам'ятка природи місцевого значення — сосна австрійська.

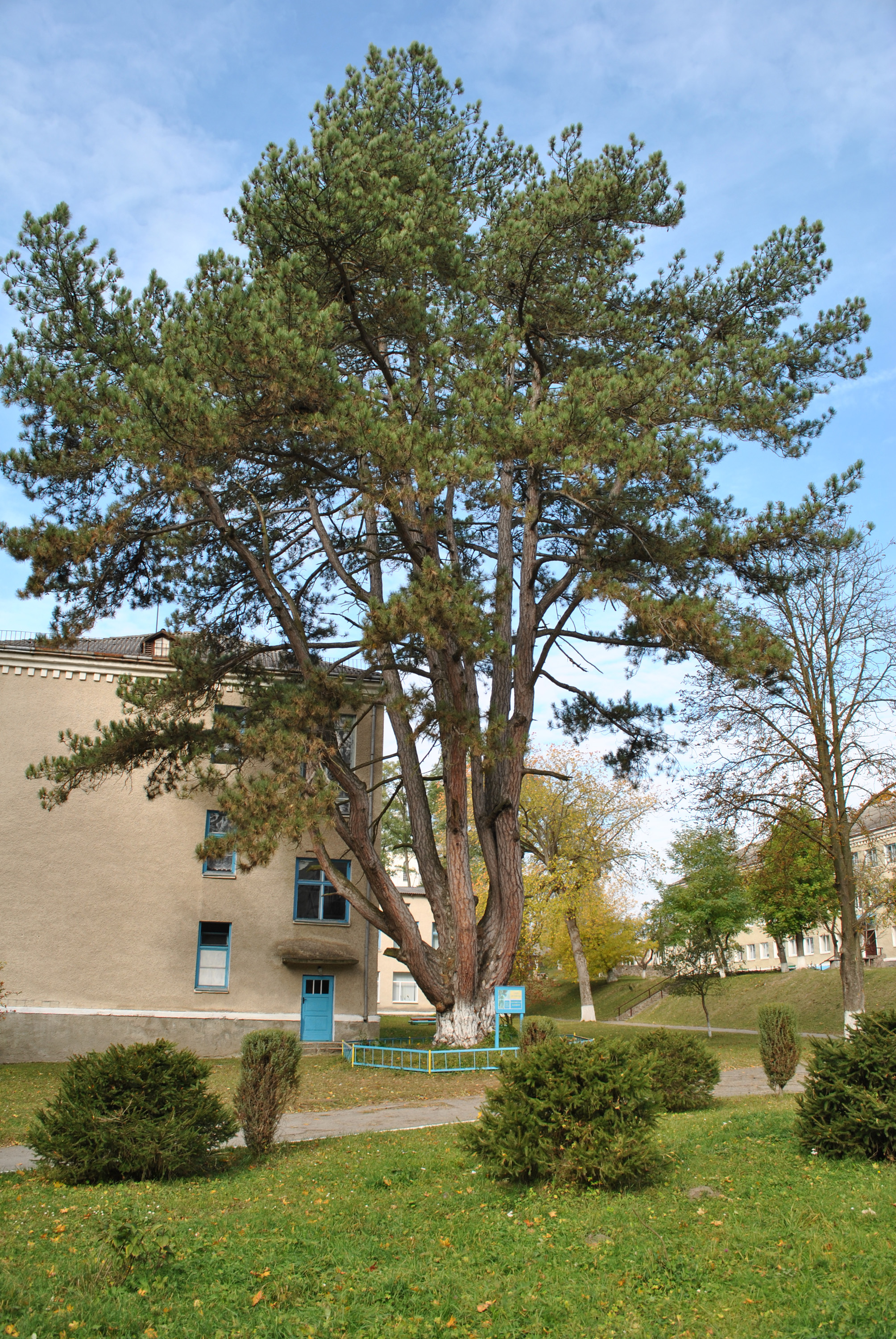
Сосна австрійська
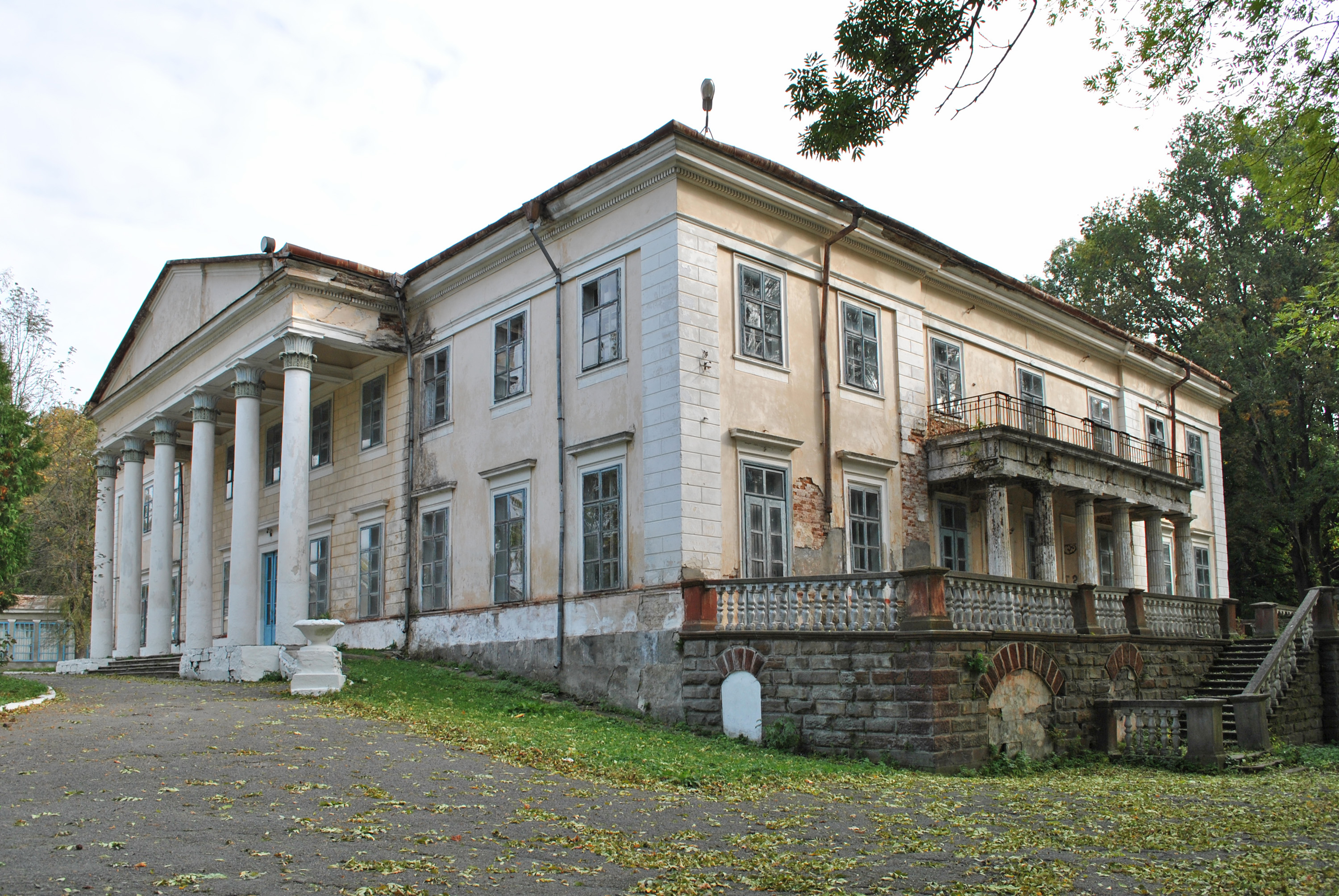
Палац
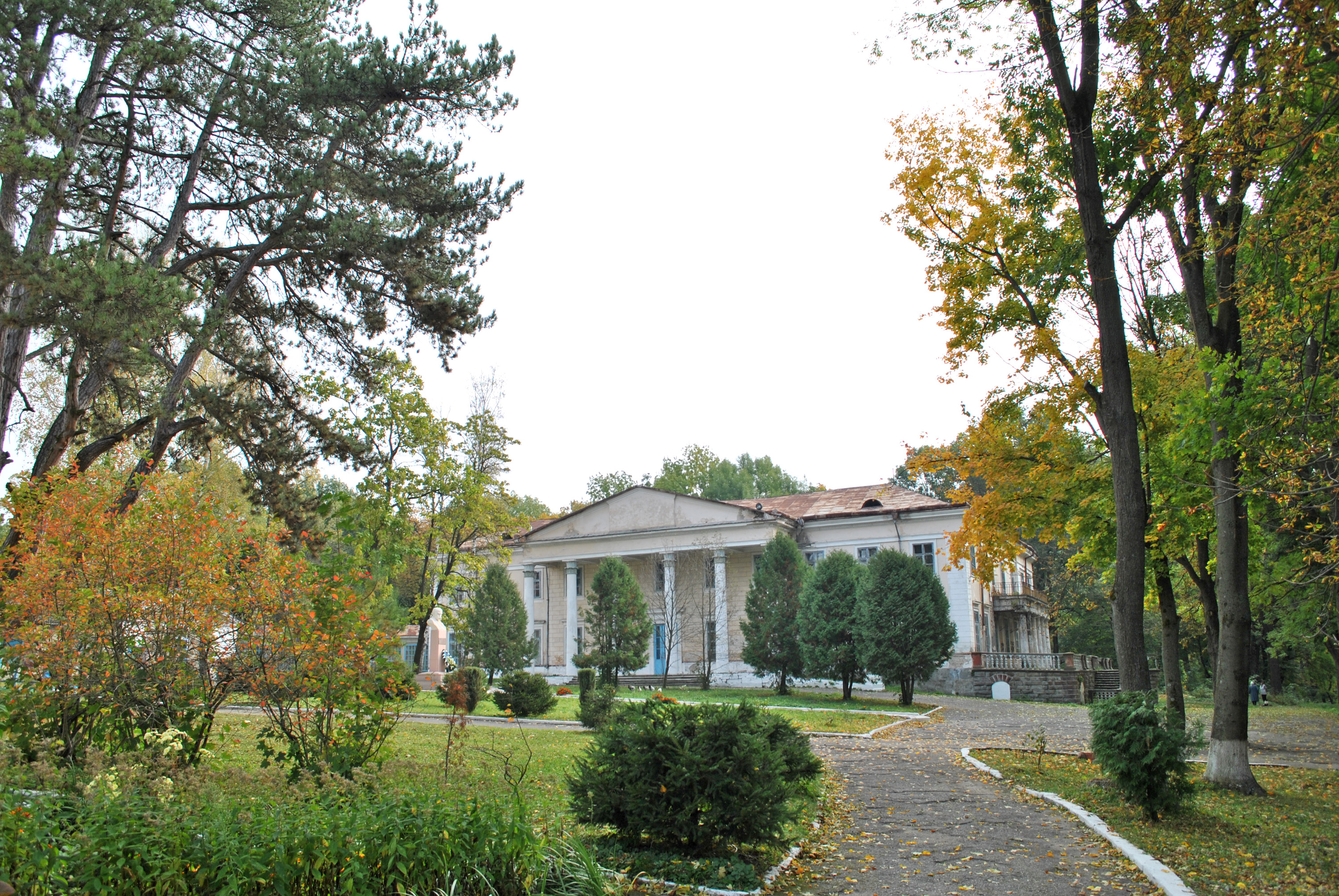
Парк і палац